# Cimitero monumentale di Verona
Il cimitero monumentale di Verona è il camposanto principale della città scaligera, edificato nel quartiere di Veronetta a partire dal 1828, su progetto dell'architetto Giuseppe Barbieri.

## Storia
La costruzione a Verona di un nuovo cimitero si rese necessaria a seguito dell'editto di Saint Cloud del 12 giugno 1804, un decreto emanato da Napoleone Bonaparte ed esteso al Regno d'Italia nel 1806, il quale prevedeva che le aree cimiteriali fossero edificate al di fuori delle mura cittadine. Prima dell'emanazione di questo decreto, infatti, i defunti venivano tumulati nei campisanti delle parrocchie cittadine o addirittura dentro le chiese stesse, mentre dall'emanazione dell'editto e fino alla costruzione del cimitero monumentale, quindi per oltre un ventennio, i defunti furono deposti principalmente nei cimiteri della chiesa di San Bernardino e della chiesa della Santissima Trinità in Monte Oliveto.

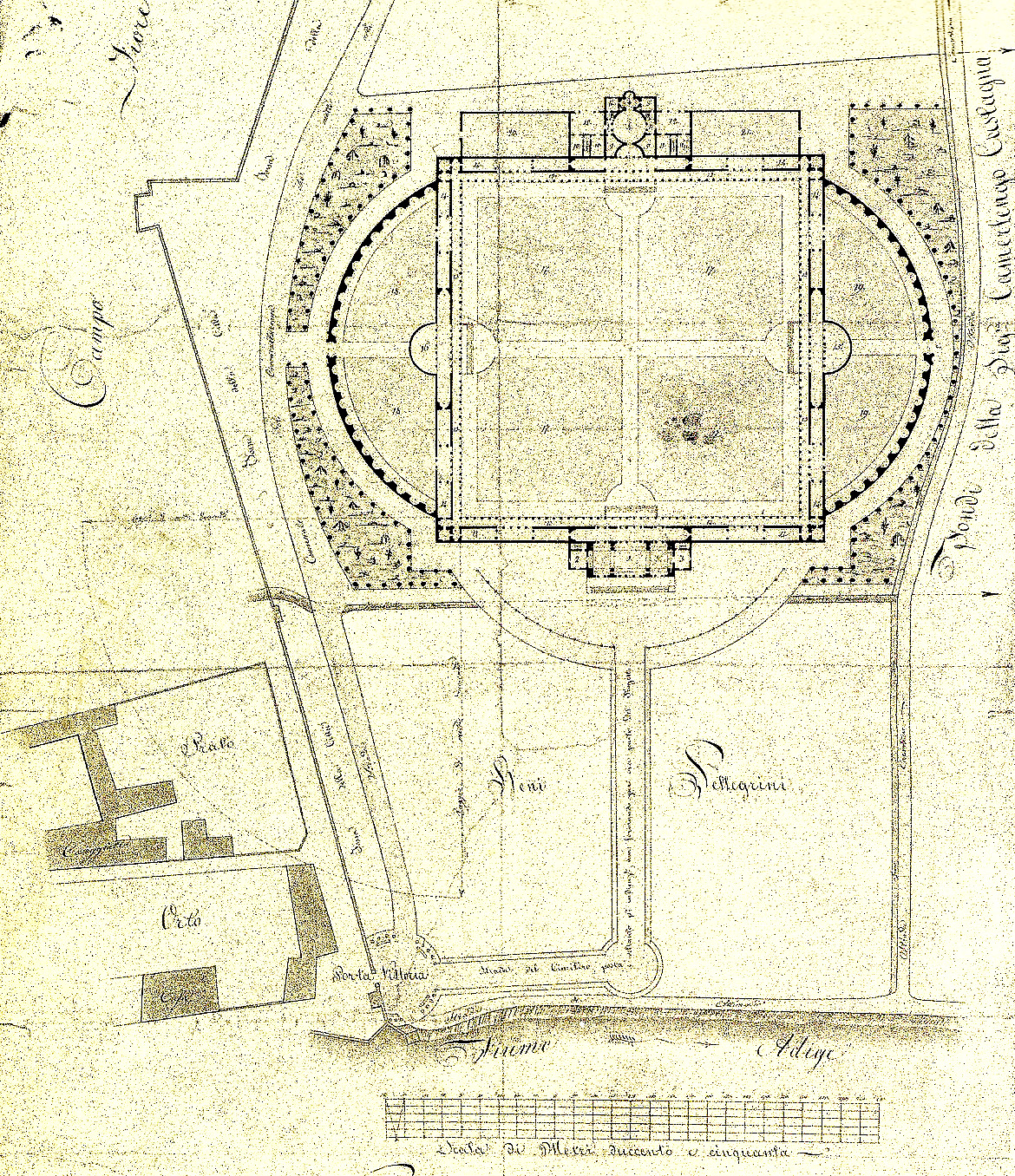
Progetto originale del cimitero, opera di Giuseppe Barbieri

Per la realizzazione del nuovo camposanto venne individuata e acquistata solamente nel 1826 l'area del Campo Marzo, al di fuori di porta Vittoria e della cinta magistrale. Il cimitero venne così costruito a partire dal 1828 su progetto neoclassico di Giuseppe Barbieri. L'architetto morì per nel 1838, a cantieri ancora attivi, la direzione dei lavori venne quindi assunta da Francesco Ronzani, che terminò il cimitero nell'arco di sei anni.
Nonostante le notevoli dimensioni dell'impianto, lo spazio disponibile per le sepolture si esaurì nell'arco di un cinquantennio, per cui a partire dal 1910 il camposanto fu ampliato raddoppiando gli spazi e creando il cosiddetto "Cimitero Nuovo". Durante gli anni trenta venne inoltre realizzato il "Cimitero Giardino" e fu edificato il tempio ossario all'interno del Cimitero Nuovo. Interventi di restauro vennero invece realizzati nel secondo dopoguerra, in quanto la vicinanza del cimitero alla stazione di Verona Porta Vescovo, infatti, la rese vittima di numerosi bombardamenti aerei operati dagli Alleati.

## Descrizione

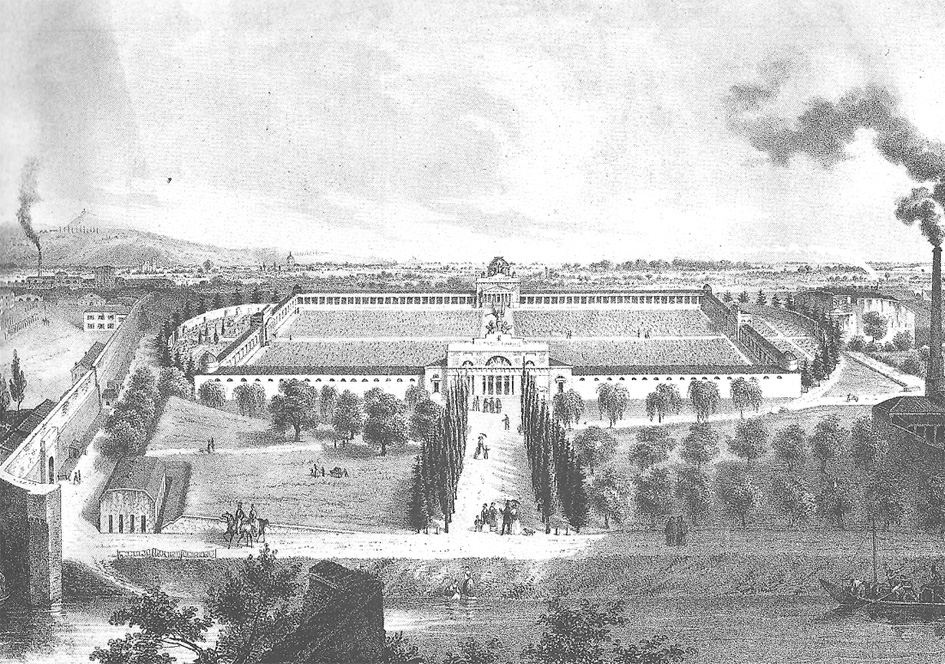
Il cimitero monumentale in una incisione con vista a volo d'uccello

L'accesso al cimitero avviene attraverso un asse stradale monumentale, fiancheggiato da diversi filari di alti cipressi e perfettamente in asse con il ponte Aleardi.
Il disegno del cimitero monumentale si deve all'architetto veronese Giuseppe Barbieri; egli progettò un impianto planimetrico a pianta centrale, un grande recinto cui conferì un aspetto neoclassico. Lo spazio centrale, dedicato alle sepolture, è infatti circondato sui quattro lati da un ambulacro coperto, retto da un colonnato di ordine dorico.
Al centro di ognuno di questi quattro colonnati si trova un pantheon: quello destinato ad ingresso principale al camposanto è il pantheon Resurrecturis; dalla parte opposta si trova il tempio Piis Lacrimis, che si ispira al Pantheon di Roma; sulla sinistra si trova invece il pantheon Ingenio Claris, in cui si trovano le spoglie dei cittadini veronesi più importanti; infine, sul lato destro si trova il pantheon Beneficis in patriam, dedicato ai benefattori.
Le tombe monumentali delle più facoltose famiglie cittadine si trovano all'interno degli ambulacri, quindi in una posizione di prestigio e protetta rispetto agli agenti atmosferici.

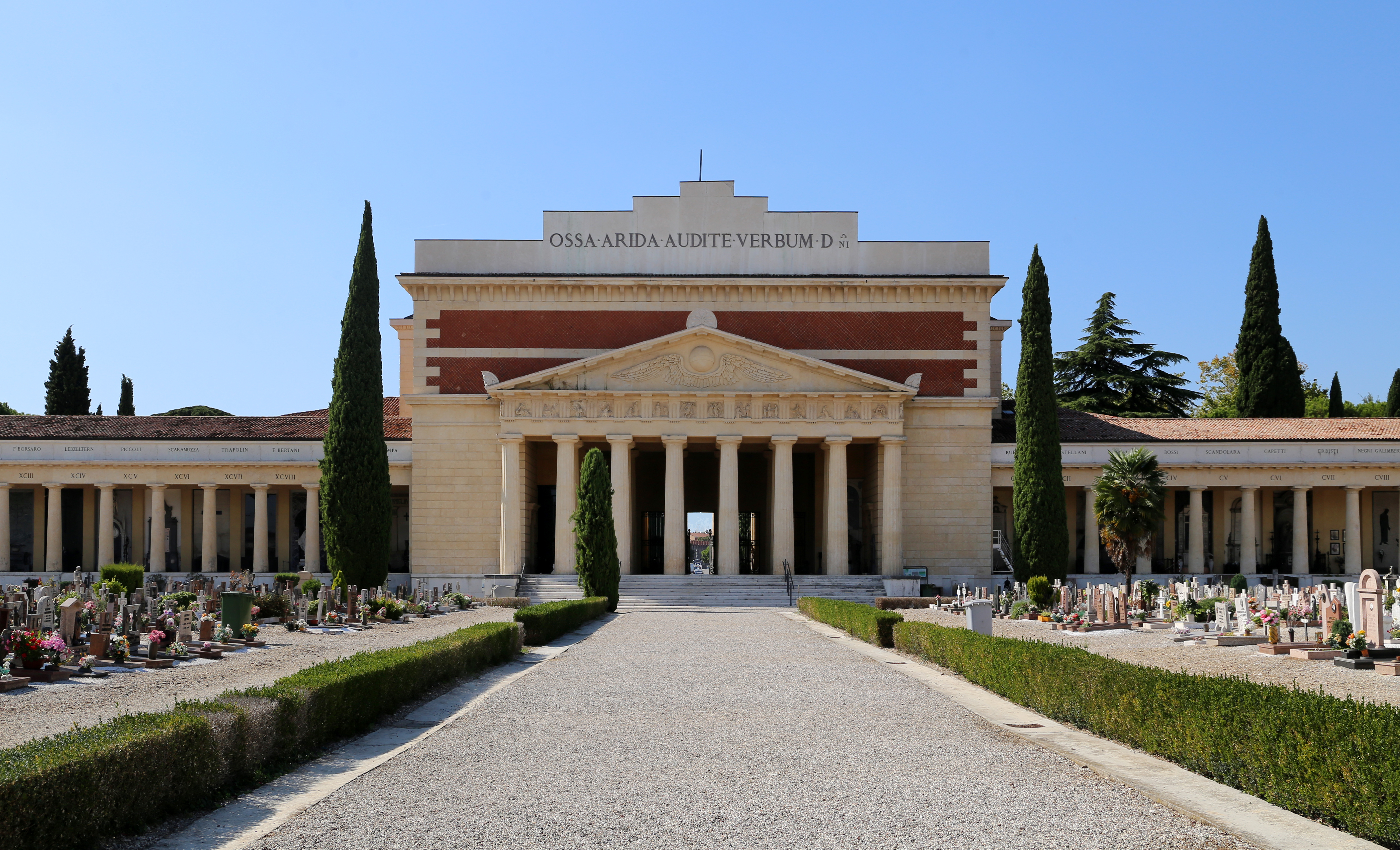
Il pantheon Resurrecturis
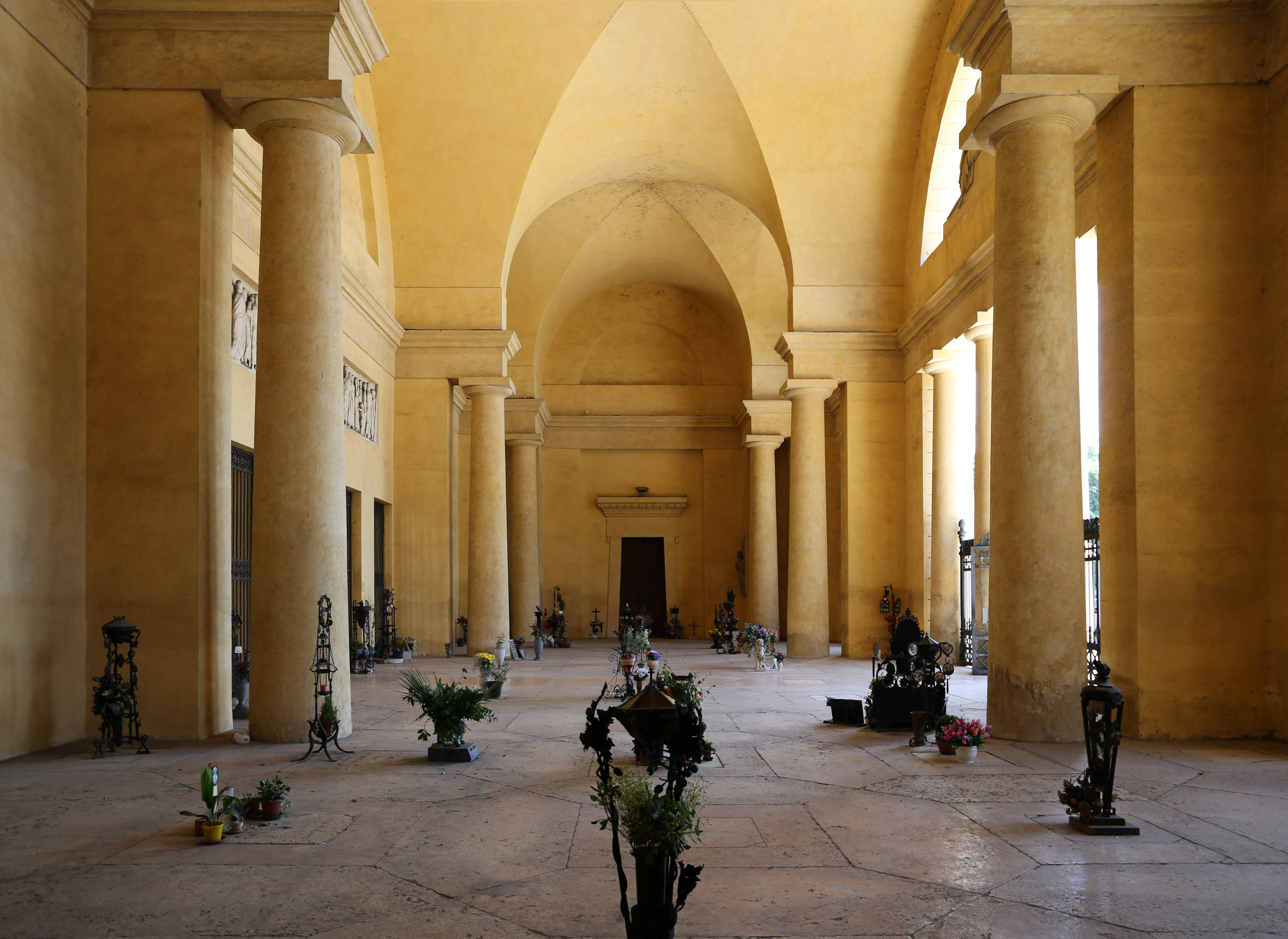
Atrio d'ingresso al cimitero
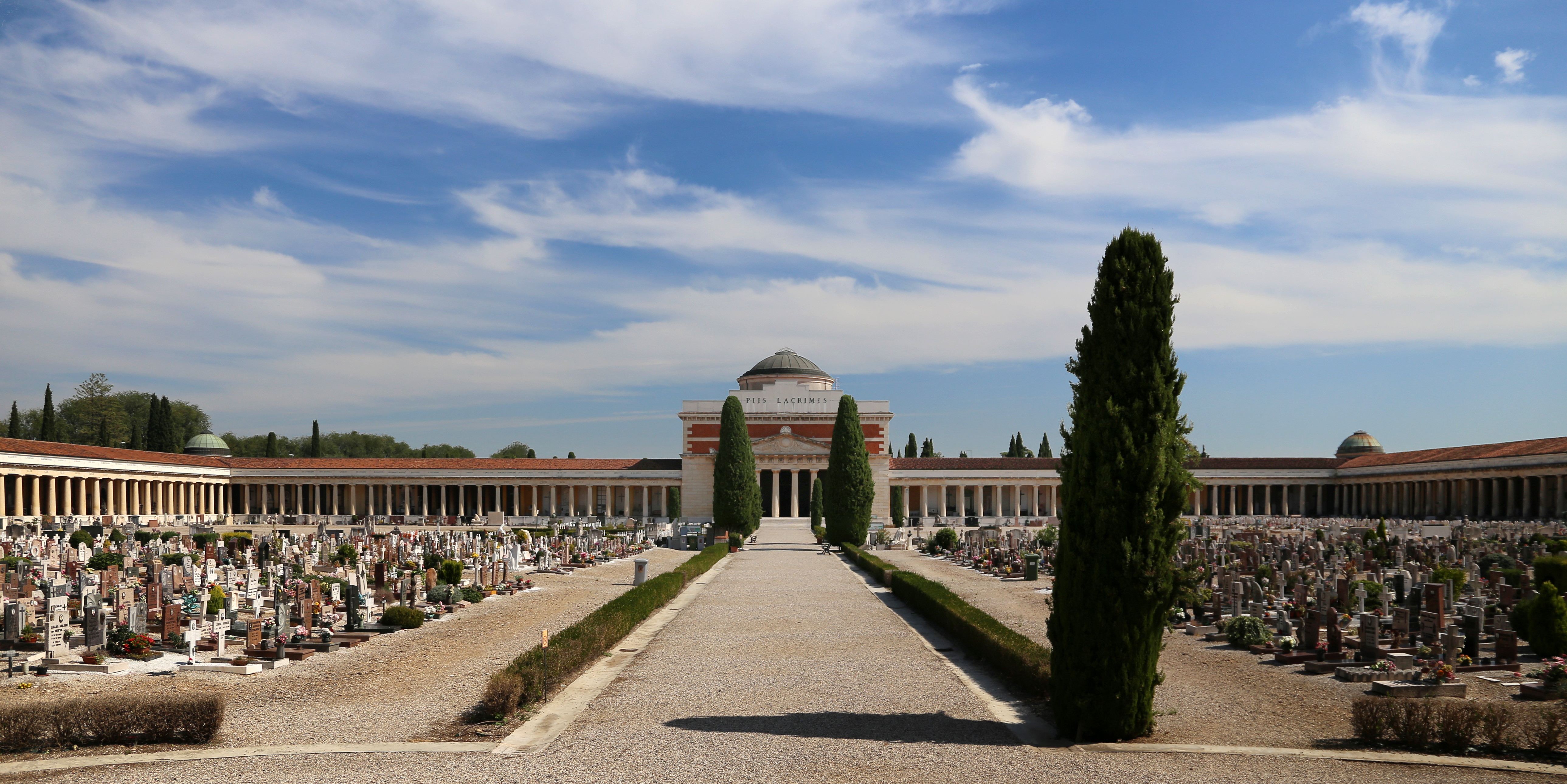
Il pantheon Piis Lacrimis
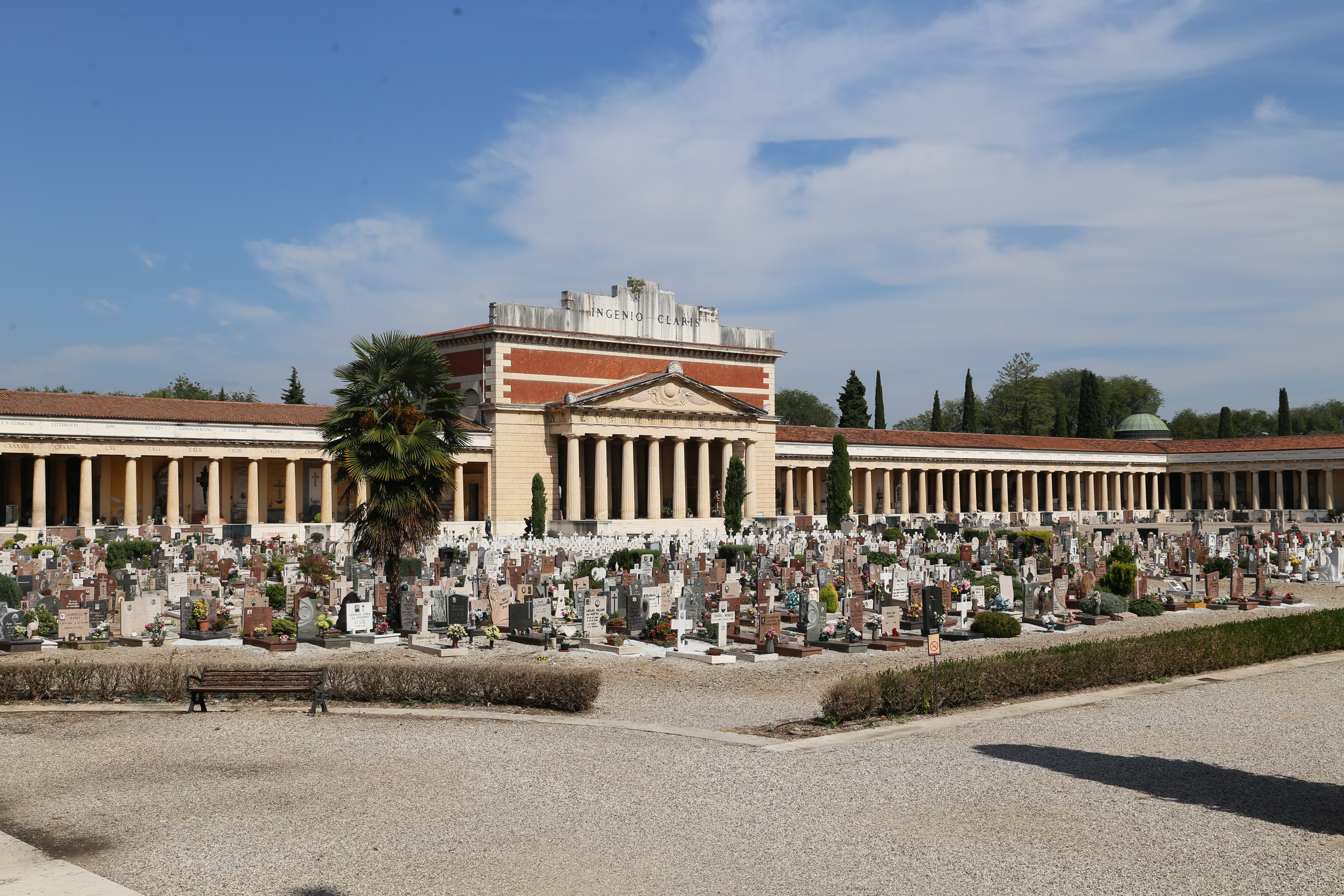
Il pantheon Ingenio Claris
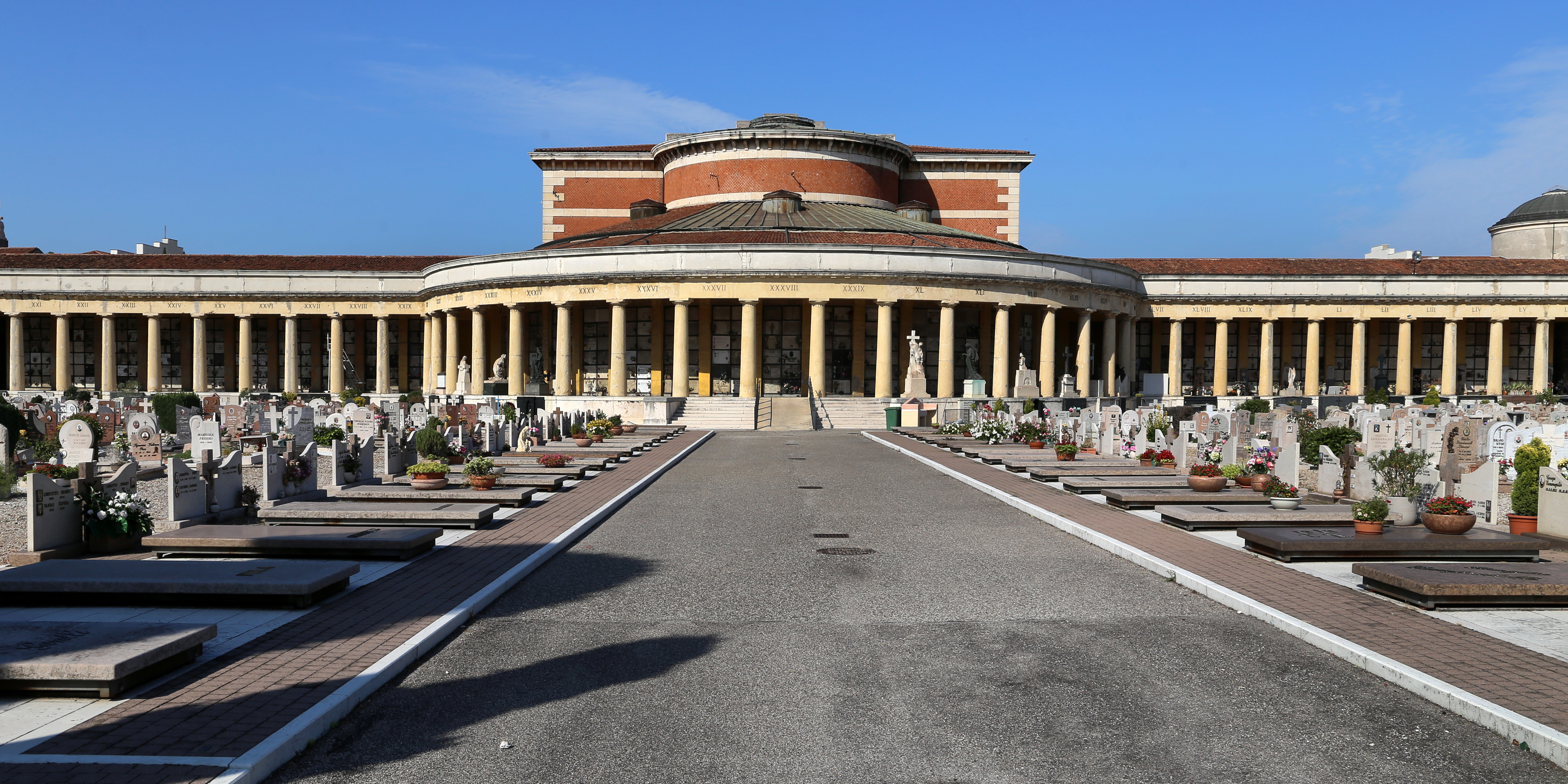
Il cosiddetto "Cimitero Nuovo"
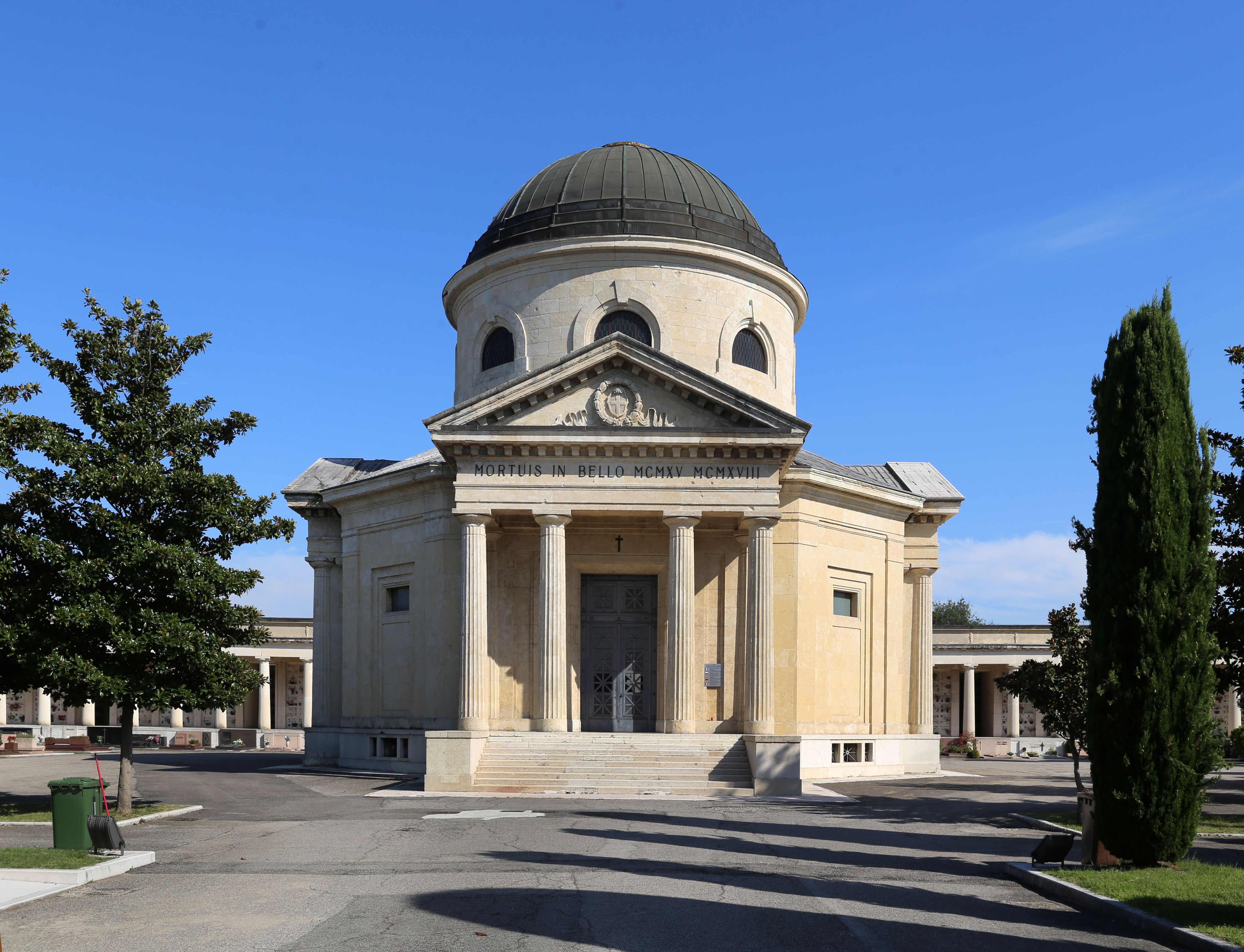
Il tempio ossario del Cimitero Nuovo

## Personaggi illustri sepolti
Tra i personaggi più illustri sepolti al cimitero monumentale si possono citare in particolare Emilio Salgari, autore di romanzi d'avventura molto popolari, ricordato soprattutto per essere il "padre" di Sandokan, e Umberto Boccioni, artista futurista di origini calabrese ma morto a Verona per una caduta da cavallo. Tra gli altri, si ricordano anche:
- Berto Barbarani
- Lionello Fiumi
- Nino Martini
- Carlo Montanari
- Ippolito Pindemonte
- Maria Pia di Sassonia Coburgo Braganza
- Franz von Scholl
- Luigi Trezza
- Giuseppe Zamboni

## Autori dei monumenti
Parteciparono alla realizzazione dei monumenti funebri i maggiori scultori e architetti veronesi, tra cui i principali furono:
- Ruperto Banterle
- Pietro Bordini
- Riccardo Cassini
- Donato Barcaglia
- Pino Castagna
- Aristodemo Costoli
- Romeo Cristani
- Ruggero Dondé
- Giovanni Dupré
- Ettore Fagiuoli
- Ettore Ferrari
- Luigi Ferrari
- Innocenzo Fraccaroli
- Egidio Girelli
- Alessandro Lazzerini
- Luigi Marai
- Vittorio Meneghello
- Francesco Modena
- Tullio Montini
- Giuseppe Poli
- Eugenio Prati
- Francesco Ronzani
- Mario Salazzari
- Attilio Spazzi
- Carlo Spazzi
- Giovanni Spazzi
- Grazioso Spazzi
- Egisto Zago
- Ugo Zannoni